# Памятник Ленину во дворе Пролетарки
Памятник В. И. Ленину — скульптурное изображение В. И. Ленина из бронзы, созданное в 1925 году скульптором Г. Д. Алексеевым, и установленное в сквере перед производственным корпусом фабрики «Пролетарка» (двор Пролетарки) в городе Твери.
Памятник был создан скульптором Г. Д. Алексеевым на средства рабочих фабрики Пролетарка, и установлен 1 мая 1925 года. Скульптор лично приехал в Тверь, чтобы присутствовать при установке. Позднее, со скульптуры была отлита копия, которая была установлена на Казанском вокзале Москвы.
Во время немецкой оккупации скульптура была сброшена с постамента и подготовлена к переплавке, однако рабочие Пролетарки выкрали и спрятали её. 22 апреля 1942 года, после освобождения Калинина, памятник был возвращён на прежнее место, где простоял более 60 лет. Скульптура была признана памятником истории и культуры и охранялась государством. Однако в 2004 году памятник был украден с постамента.
Дальнейшая судьба памятника неизвестна.
Фигура Ленина выполнена из бронзы в традициях реалистической скульптуры XIX века, и имеет высоту около двух метров. Характерной чертой композиции является призывающий жест поднятой руки. Пьедестал высотой 3,5 м имеет сложную ступенчатую форму с верхней частью в виде усеченной пирамиды, что свидетельствует о влиянии конструктивизма.